# جانغ كيونغ جين
جانغ كيونغ جين (31 أغسطس 1983 في كوريا الجنوبية - ) هو لاعب كرة قدم كوري جنوبي في مركز الدفاع. شارك مع منتخب كوريا الجنوبية تحت 20 سنة لكرة القدم. أما مع النوادي، فقد لعب مع أويتا ترينيتا وإنتشون يونايتد ونادي غوانغجو ونادي كيتشي وUlsan Hyundai Mipo Dockyard FC ‏ وجوانجو سانجمو ‏ وتشونام دراغونز.

## وصلات خارجية
- جانغ كيونغ جين على موقع رابطة كرة القدم اليابانية للمحترفين (اليابانية)
- جانغ كيونغ جين على موقع دوري كوريا الجنوبية (الإنجليزية)
- جانغ كيونغ جين على موقع قاعدة بيانات كرة القدم.إي يو (الإنجليزية)
- جانغ كيونغ جين على موقع Soccerway.com (الإنجليزية)